# Hegyeslevelű liliomfa
A hegyeslevelű liliomfa (Magnolia acuminata) a liliomfafélék (Magnoliaceae) családjába tartozó, Észak-Amerikában honos fafaj. A liliomfák nemzetségének egyik legnagyobb és leghidegtűrőbb tagja. Éretlen termésének alakja és színe miatt helyi elnevezése uborkafa.

## Elterjedése
Észak-Amerika keleti felén őshonos, elsősorban az Appalache-hegység területén, de kisebb elszigetelt populációi a Mississippi völgyében és Délkelet-Kanadában is előfordulnak. Kanadában védett. Díszfakánt Európában is ültetik.

## Megjelenése
A hegyeslevelű liliomfa 18-25 méter (ritkán 30 méter) magas, lombhullató fa. Lombkoronája fiatalon kúpos, később lekerekített formájú. Kérge világos barnásszürke, közepesen barázdált; eléggé puha, körömmel benyomható. Levelei nagyok: 12–25 cm hosszúak és 6–15 cm szélesek, ép szélűek, tojásdadok, mindkét végükön kihegyesedők, váltakozó állásúak. A levél színe sötétzöld, fonáka világosabb. Sok liliomfától eltérően lombja ősszel elszíneződik (aranysárgára)
Tavasztól kora nyárig virágzik, az éghajlattól függően kora április-kora július között, a levélfejlődés megindulása után. Nagy, de nem feltűnő, kissé illatos virágai a lombkorona tetején, az ágak végén, egyesével helyezkednek el. Átmérőjük 6–9 cm, hat nagyobb sárgás- vagy kékeszöld pártalevélből és három kisebb csészelevélből állnak. Önbeporzás többnyire nem fordul elő, mert a virágpor érése csak a bibe termékenységének lejárta után kezdődik. A virágok 2-4 napig nyílnak és éjszakára összecsukódnak. A beporzást rovarok végzik.
Termése augusztus végére-szeptemberre érik be. Éretlenül zöld fenyőtobozra vagy kis uborkára hasonlít, innen ered amerikai neve (uborkafa, cucumber tree). A termés éretten vörös lesz, majd elszárad és előbukkannak belőle a nagy narancsvörös magok, amelyeket egy ideg vékony szál köt a terméshez, majd a földre hullanak. Egy termésben 10-60 mag található.

## Termőhelye
A hűvös, nedves környezetet kedveli, jellemzően a hegyi vagy dombvidéki erdők lakója. Nem erdőalkotó, többnyire egyesével vagy kisebb csoportokban fordul elő a tölgyes-hikoridiós erdőkben. Legnagyobbra a Déli-Appalache területén nő. Kezdetben viszonylag gyors növésű, 80-120 évesen éri el legnagyobb méretét és ritkán él 150 évnél tovább. Jelentős károsítója nincs, jellemzően inkább az erős fagyok és az erdőtüzek ritkítják állományait. Puha de ellenálló fájából bútorokat, raklapokat, furnért készítenek. Díszfaként parkokba ültetik. Magját madarak és rágcsálók fogyasztják.

## Képek

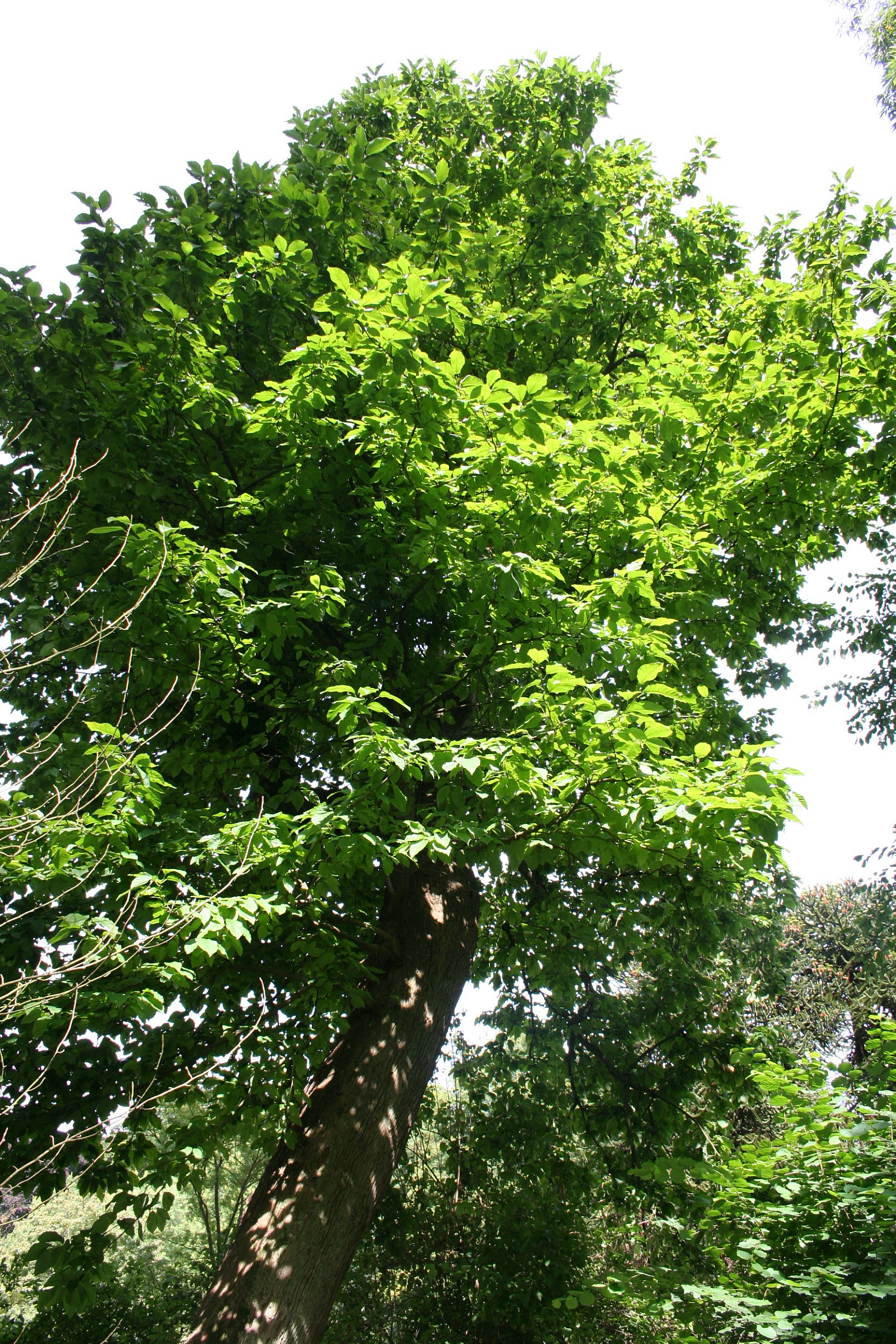
Habitusa
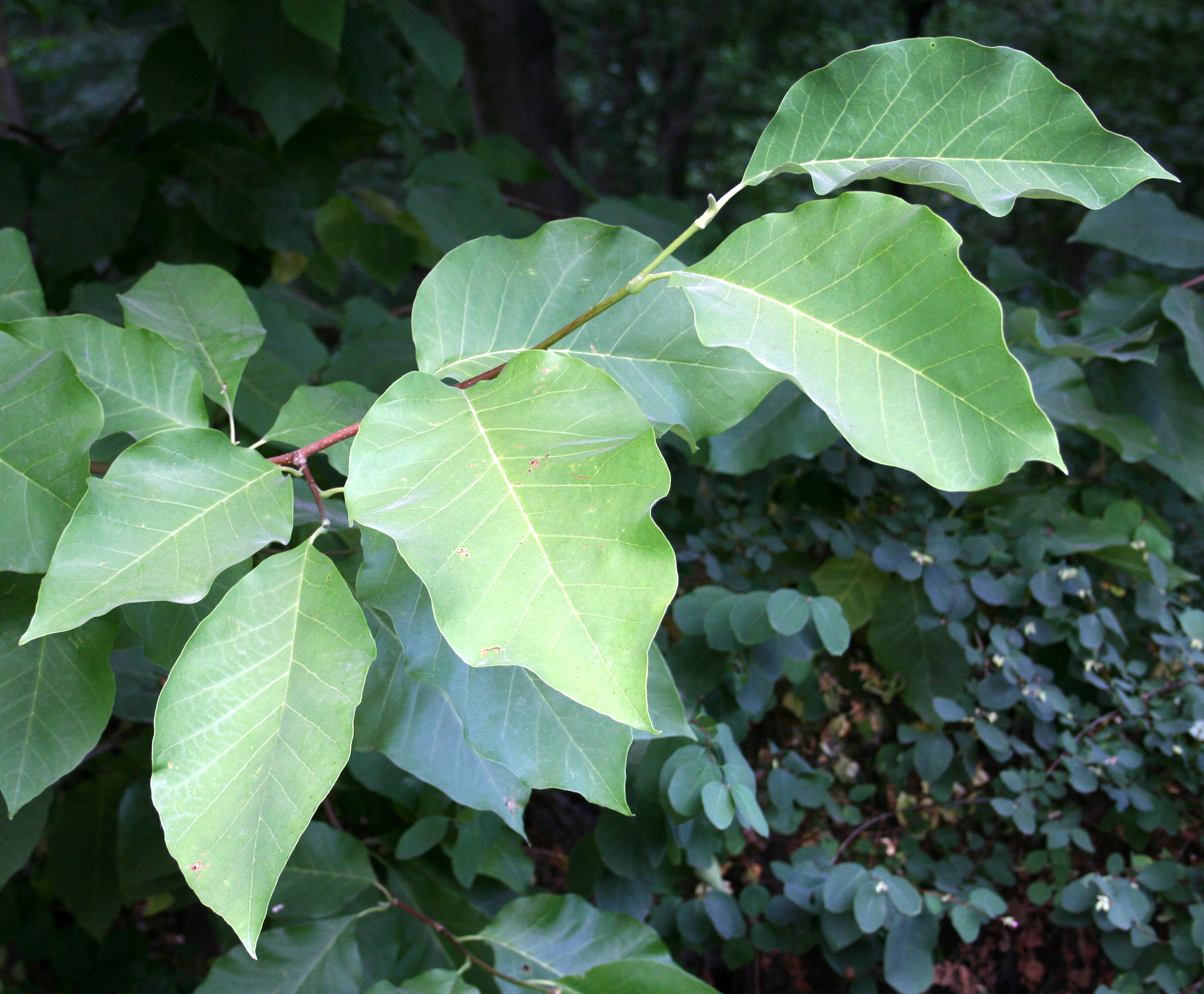
Levelei
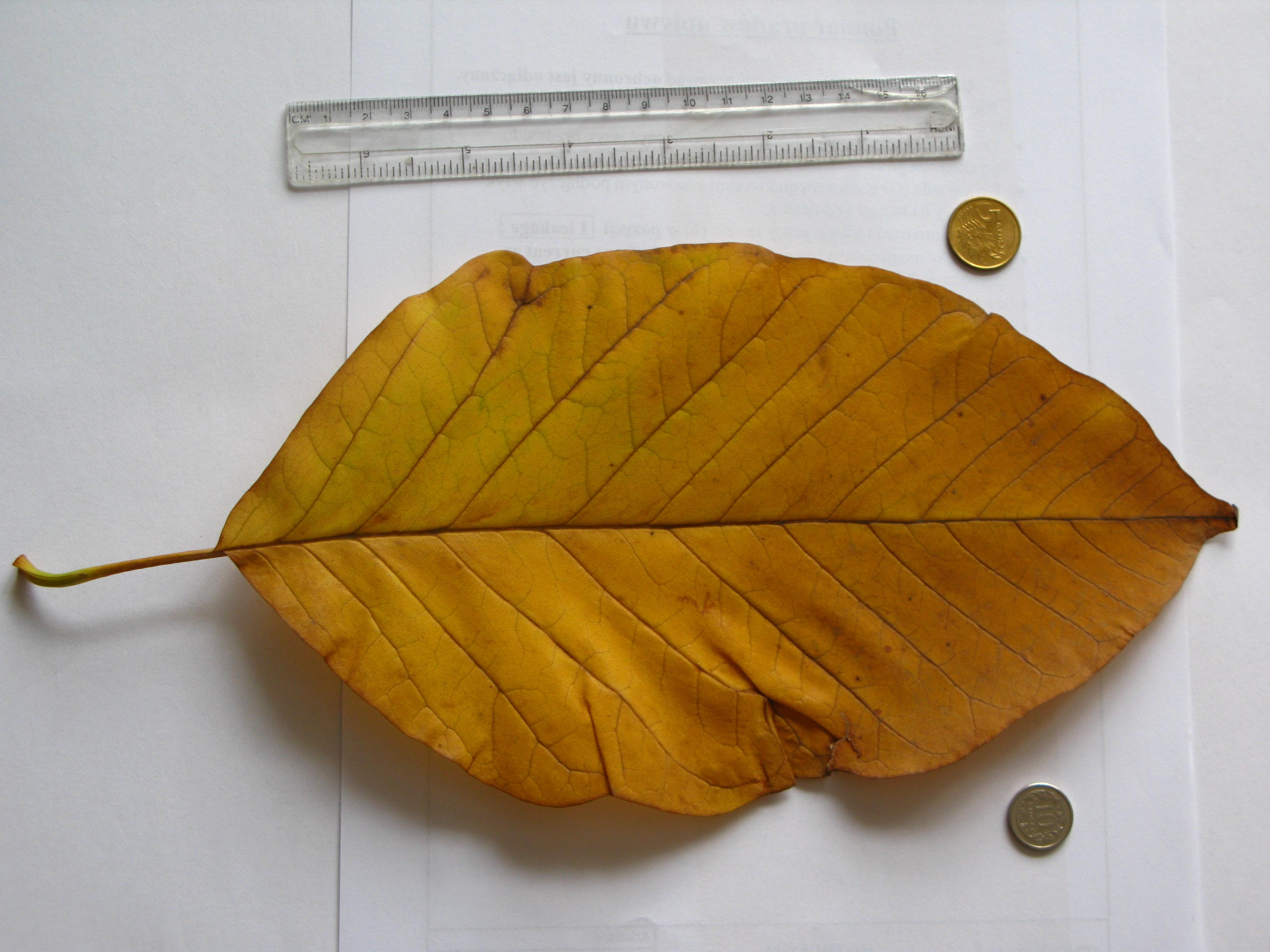
Levele ősszel
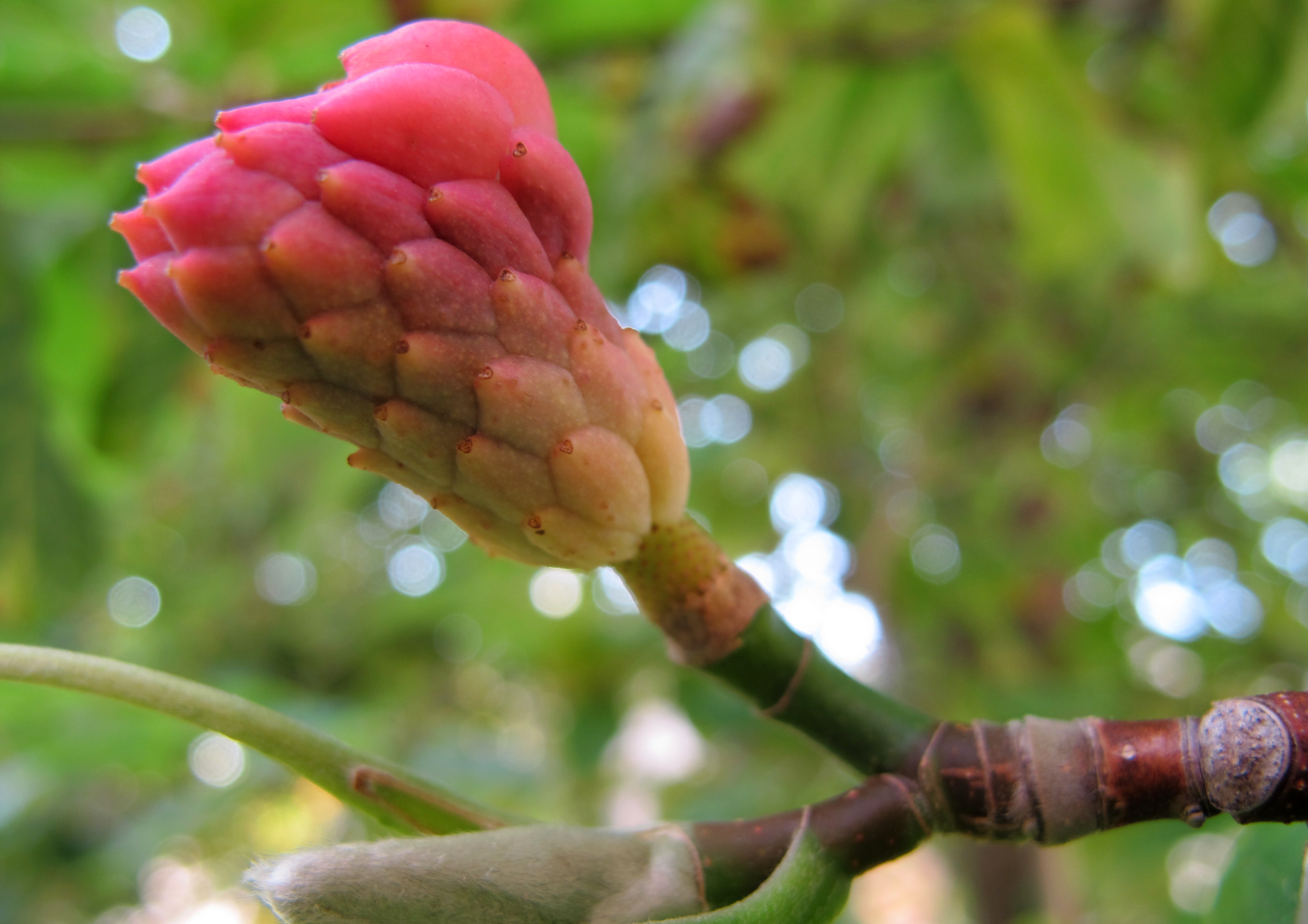
Érett termése